# Gentamicine
Gentamicine is een antibioticum, behorend tot de aminoglycosiden, dat de bacteriële eiwitsynthese remt. Het heeft een breed werkingsspectrum tegen aerobe gram-negatieve micro-organismen en wordt gebruikt in humane en veterinaire geneeskunde.
Het heeft belangrijke nevenwerkingen, het is namelijk bij overdosering giftig voor het gehoor (orgaan van Corti) en voor de nieren, die beide onomkeerbaar beschadigd kunnen worden. Om deze reden wordt het buiten het ziekenhuis vrijwel alleen uitwendig gebruikt (oog- en oordruppels); bij inwendig gebruik dient geregeld te worden gecontroleerd of de concentratie in het bloed onder de gevaarlijke waarden blijft, (piek- en dalspiegels) waardoor het vrijwel alleen in het ziekenhuis toepassing vindt.
De stof is opgenomen in de lijst van essentiële geneesmiddelen van de WHO.